# Джерело Ведмедок
Гідрологічна пам'ятка природи «Джерело Ведмедок» — утрачений об'єкт природно-заповідного фонду, що був оголошений рішенням Сумського Облвиконкому № 504 від 27.09.1970 року та № 334 від 21.11.1984 року на землях Новогребельської сільської ради (у верхів'ї балки в урочищі «Ведмедок»). Адміністративне розташування — Роменський район, Сумська область.

## Характеристика
Площа — 0,02 га.

## Скасування
Рішенням Сумської обласної ради від 30.08.2005 року «Про зміни в мережі об'єктів природно-заповідного фонду області» об'єкт було скасовано. Причина скасування — зміна гідрологічного режиму природним чином призвела до зникнення джерела.
Скасування статусу відбулось з причини зміни гідрологічного режиму природним чином призвела до зникнення джерела.
Вся інформація про створення об'єкту взята із текстів зазначених у статті рішень обласної ради, що надані Державним управлянням екології та природних ресурсів Сумської області Всеукраїнській громадській організації «Національний екологічний центр України» ..